# Цорлеске (Кремона)
Цорлеске је насеље у Италији у округу Кремона, региону Ломбардија.
Према процени из 2011. у насељу је живело 22 становника. Насеље се налази на надморској висини од 91 м.